# Bergantí goleta
Un bergantí goleta és un vaixell de vela de dos o més pals. Amb el trinquet aparellat amb veles quadres i els altres amb cangrees. A més porta flocs i veles d'estai.

## Exemples
- Juan Sebastián Elcano (A-71)
- Sant Mus (Desplaçava 1224 tones. Avarat el 1919 a Palma). Rebatejat "Baleares" al final de la guerra civil.[3]
- Pilgrim, vaixell protagonista de la novel·la de Jules Verne Un capità de quinze anys.[4]